# Königreich Hawaiʻi

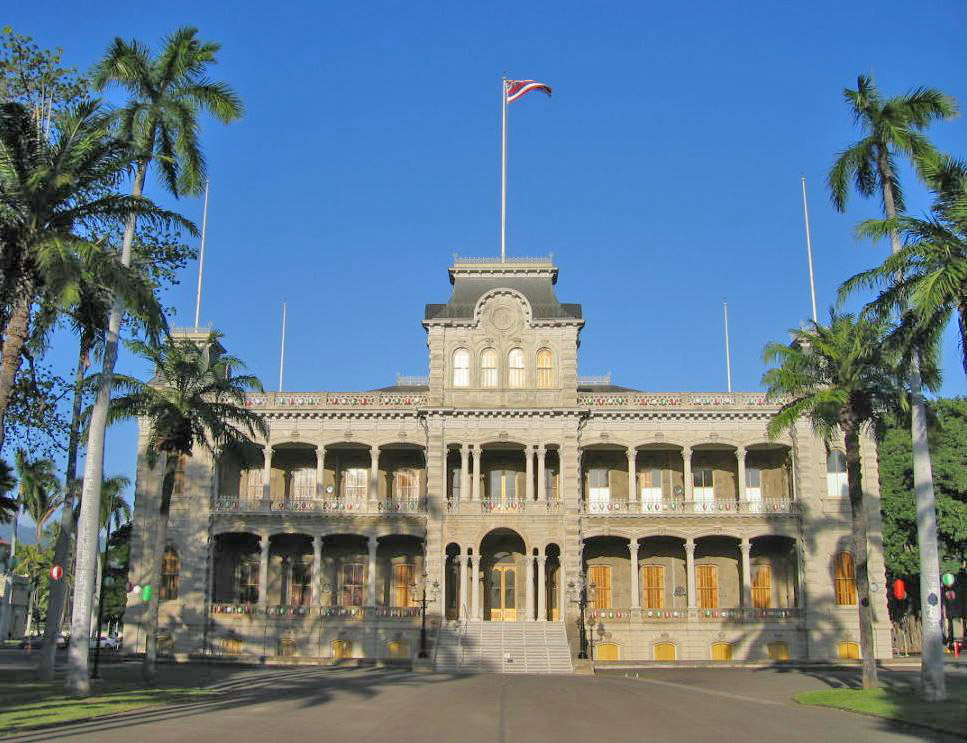
Der ʻIolani-Palast, die ehemalige Residenz der Könige von Hawaiʻi

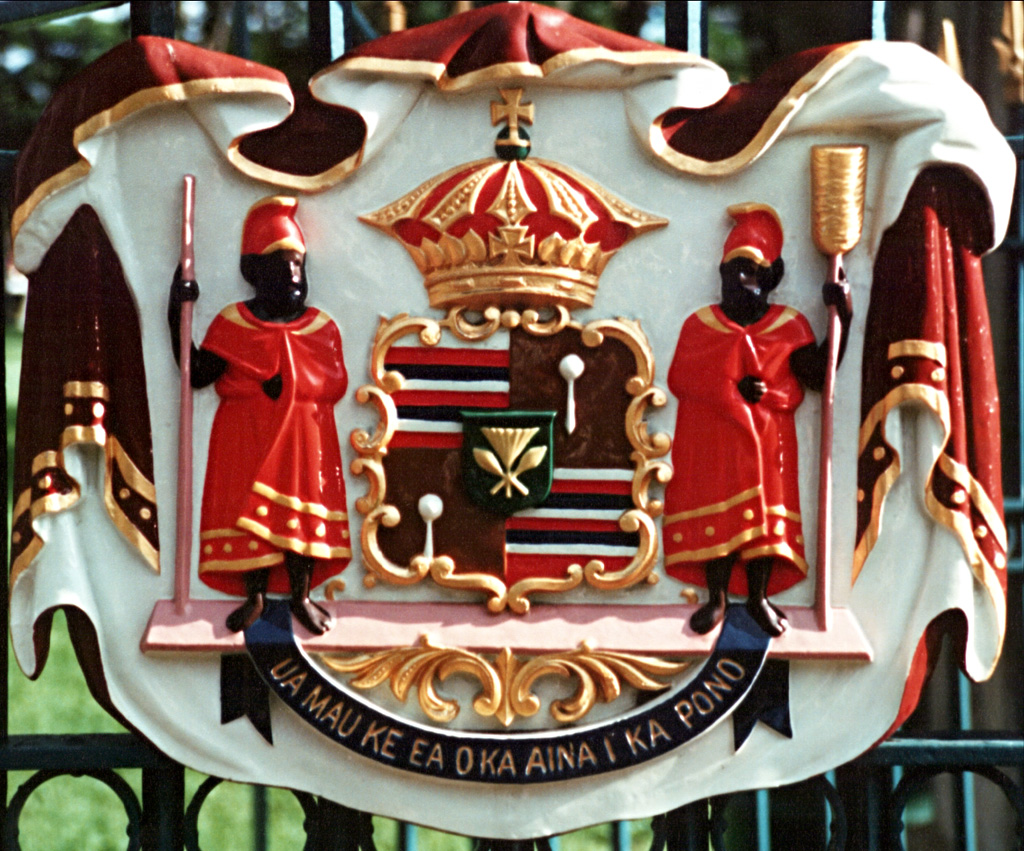
Wappen des Königreiches Hawaiʻi am ʻIolani-Palast

Das Königreich Hawaiʻi war ein Königreich auf der Inselgruppe Hawaii. Es wurde zwischen 1795 und 1810 mit der Eingliederung kleinerer Reiche auf den Inseln Oʻahu, Maui, Molokaʻi, Lānaʻi, Kauaʻi und Niʻihau in das Königreich der größten Insel Hawaiʻi (die sogenannte „Big Island“) gegründet. Nach dem Sturz der letzten Königin 1893 wurde im folgenden Jahr die Republik Hawaiʻi gebildet, die bis zur Annexion durch die Vereinigten Staaten 1898 bestand.

## Entwicklung
Nach dem Tode von Kalaniʻōpuʻu einte Kamehameha I. in blutigen Kriegen die Inseln Hawaiʻis. Ab 1810 war er alleiniger Herrscher aller acht Inseln und damit der erste König von Hawaiʻi. Kamehameha begründete eine nach ihm benannte Dynastie, die bis 1872 regierte. Nach seinem Tod übernahm seine Witwe Kuhina-Nui Kaʻahumanu mit ihrem jungen Sohn Liholiho (später Kamehameha II.) die Herrschaft über die Inseln.
Ab 1810 residierte Kamehameha I. meist in Kailua, bevor der Hof 1820 nach Lāhainā wechselte. Erst 1845 wurde mit Honolulu eine dauerhafte Hauptstadt etabliert.
Die Unabhängigkeit Hawaiʻis war immer wieder bedroht. Bereits 1815 bis 1817 scheiterte der Versuch des in russischen Diensten stehenden Deutschen Georg Anton Schäffer, der auf eigene Faust, ohne Unterstützung der zaristischen Regierung, die Kontrolle über die nördlichen Inseln Kauaʻi und Niʻihau zu erreichen versuchte. Erfolglose Episoden blieben auch die kurzzeitige Annexion Hawaiʻis vom 10. Februar 1843 bis zum 31. Juli 1843 durch den Briten Lord George Paulet, belgische Pläne, mit Hilfe der Ladd Company ganz Hawaiʻi zu übernehmen (1843–1845) und die Besetzung Honolulus durch den Franzosen Legoarant de Tromelin im Jahr 1849.
Ab 1829 ließen sich US-amerikanische Missionare (Kongregationalisten) in Honolulu nieder, und Königin Kaʻahumanu bekannte sich 1824 zum Protestantismus. Am 19. Dezember 1842 erfolgte die Anerkennung der Unabhängigkeit Hawaiʻis durch die Vereinigten Staaten. Gleichzeitig verabschiedete US-Präsident John Tyler eine Erklärung analog zur Monroe-Doktrin für Hawaiʻi. Der US-amerikanische Einfluss wurde etwa ab 1850 immer größer. Um ihm zu begegnen, verstärkten die Könige von Hawaiʻi die Beziehungen nach Großbritannien, dessen Monarchie sie sehr bewunderten. Auch mit anderen Staaten, so beispielsweise mit Preußen sowie den kleineren deutschen Ländern und mit Belgien nahm das Königreich diplomatische Beziehungen auf. Dazu wurden in verschiedenen Städten Konsulate errichtet, wobei die Konsuln jedoch einen großen geografischen Bereich abdecken mussten.
1875 wurde ein Vertrag geschlossen, der es erlaubte, Zucker aus Hawaiʻi zollfrei in die USA zu exportieren. 1887 konnten die USA nach einer Ergänzung des Vertrags den Marinestützpunkt Pearl Harbor übernehmen.
Durch äußeren Druck und auch zur Absicherung der Herrschaft gab es eine Reihe bedeutender Reformen. Dazu gehörten die Verfassungen der Jahre 1840, 1852, 1864 und 1887 sowie die geplante Verfassung von 1893. Folgenschwer war 1819 der symbolische Bruch des Kapu-Systems (siehe auch Tapu) durch Kamehameha II., seine Mutter und Kaʻahumanu durch das gemeinsame Essen von Speisen, die für Frauen bis zu diesem Zeitpunkt verboten waren. Ebenfalls wichtig war die Landverteilung Kamehamehas III. von 1848, das „Große Māhele“, wodurch Privateigentum an Land ermöglicht wurde. Dies führte dazu, dass Ausländer rasch großen Landbesitz erwerben konnten.
Die wirtschaftlichen Beziehungen Hawaiʻis mit der Außenwelt erschöpften sich anfangs darin, die Besatzung von Handelsschiffen mit Proviant und Ersatzteilen zu versehen, die Waren in Guangzhou (Kanton) verkauften, dem zwischen 1757 und 1842 einzigen erlaubten Handelsposten in China für Nichtchinesen. Die Schiffe kamen häufig von Neuengland und segelten über Kap Hoorn zum Pazifischen Nordwesten und nach Russisch-Amerika. Dort erwarben die Händler Seeotterpelze und brachten sie nach China. Es entstand ein Tauschsystem, das durch das Erklären von Dingen als Kapu organisiert wurde. Bald erwies sich der Export von Sandelholz von Hawaiʻi nach China ebenfalls als wirtschaftlich. Seit 1810 versuchte Kamehameha I., den Handel mit diesem Rohstoff zu monopolisieren, was ihm schließlich 1812 auch gelang. In den 1820er bis 1860er Jahren waren Lāhainā und Honolulu wichtige Häfen für die Walfänger im Nordpazifik, wo diese Handel trieben und bisweilen auch überwinterten. Nach dem Beginn der kommerziellen Erdölförderung ab 1858 ließ der Bedarf nach Waltran allerdings nach, und Zucker entwickelte sich zum wichtigsten Exportgut. Für den Zuckerrohranbau wurde die Einwanderung von Vertragsarbeitern unter anderem aus China (ab 1852), den Südseeinseln (ab 1859), Japan (ab 1868) und Portugal (ab 1878) gefördert. Im 20. Jahrhundert kamen Arbeiter für den Ananasanbau aus Korea (ab 1903), von den Philippinen (ab 1906) und aus Spanien (ab 1907). Erst 1946 endete offiziell die Anwerbung von Arbeitskräften.
Im Jahr 1881 besuchte König Kalākaua Deutschland.
Als Königin Liliʻuokalani († 1917) den US-amerikanischen Einfluss zurückdrängen wollte, wurde sie 1893 in einem von Plantagenbesitzern und den USA unterstützten Putsch gestürzt. Nachdem sie zur Unterzeichnung einer Abdankungserklärung gezwungen worden war, übernahm eine provisorische Regierung die Macht, die die Interessen amerikanischer Einwohner Hawaiʻis vertrat. 1894 wurde Hawaiʻi eine Republik unter Präsident Sanford Dole, während die USA einen Flottenstützpunkt einrichteten. Das Ziel der USA war letztendlich die Annexion der Inseln zum Ausbau ihrer Vormachtstellung im nordpazifischen Raum. Da diese Absicht die Interessen Japans berührte, protestierte das Japanische Kaiserreich dagegen und entsandte ein Kriegsschiff nach Hawaii. Präsident Dole nutzte den Konflikt gegenüber der amerikanischen Bevölkerung, um die Annexion Hawaiis 1898 zu rechtfertigen. Erster Gouverneur des nunmehrigen Hawaii-Territoriums wurde wiederum Sanford Dole.
Seither gibt es eine Unabhängigkeitsbewegung, die für die Wiederherstellung der Monarchie kämpft. Seit dem Jahr 2008 macht sie vermehrt von sich Reden und hat erste völkerrechtliche Erfolge zu verzeichnen.

## Könige von Hawaii
Zwischen 1795 und 1893 herrschten sieben Könige und eine Königin auf der Inselgruppe Hawaiʻi.

## Literarische Reflexion
Mark Twain besuchte das Königreich Hawaiʻi im Jahre 1866 und berichtete in 25 Briefen von seinen Beobachtungen und Erlebnissen. Auch im Werk Robert Louis Stevensons finden sich Spuren seiner Aufenthalte auf den Inseln, so zum Beispiel in der Novelle Der Flaschenkobold.